# Oxylebius pictus
Oxylebius pictus là một loài cá biển bản địa ở khu vực đông bắc Thái Bình Dương. Phạm vi phân bố từ đảo Kodiak, Alaska đến trung bộ Baja California. Tổng chiều dài thân có thể lên đến 25 cm (10 in) và có 7 dải ngang tối. Loài cá này sinh sống ở các khu vực đá nông hơn 50 m (160 ft).